# 時裝攝影
時裝攝影是一種攝影類型，主要在呈現時裝及相關配件。有時也會包括高级定制服装。一般會由模特兒著裝，由時裝攝影攝影師在影樓或是外景地點拍照。時裝攝影最早起源於服装业及时尚產業，有些時裝攝影的照片已是艺术等級作品，不過大部份的時裝攝影還是用在時裝、香水和化妝品的銷售上。
時裝攝影常作為廣告用，或是出現在像《Vogue》、《Vanity Fair》或《ELLE》等時尚雜誌中。時裝攝影已是時裝設計師推廣其作品的必要途徑。隨著時代的不同，時裝攝影也發展中其特有的美學，利用各種方式強調時裝及配件。
時裝攝影歷史的前十年是和刊登這類照片的時裝雜誌一起的，時裝攝影取代了時裝雜誌上大量出現的時裝插畫。隨著Irving Penn和Richard Avedon等時裝攝影師受大家認可，時裝攝影的知名度也慢慢提高。一般認定現代時裝攝影的開始是在1911年，不過到1930年代中期才開始流行，在第二次世界大战後開始進入其全盛時期。
時裝攝影的攝影類型已不僅在時裝雜誌中，也是coffee table books、画廊及博物馆的特色。

## 圖集

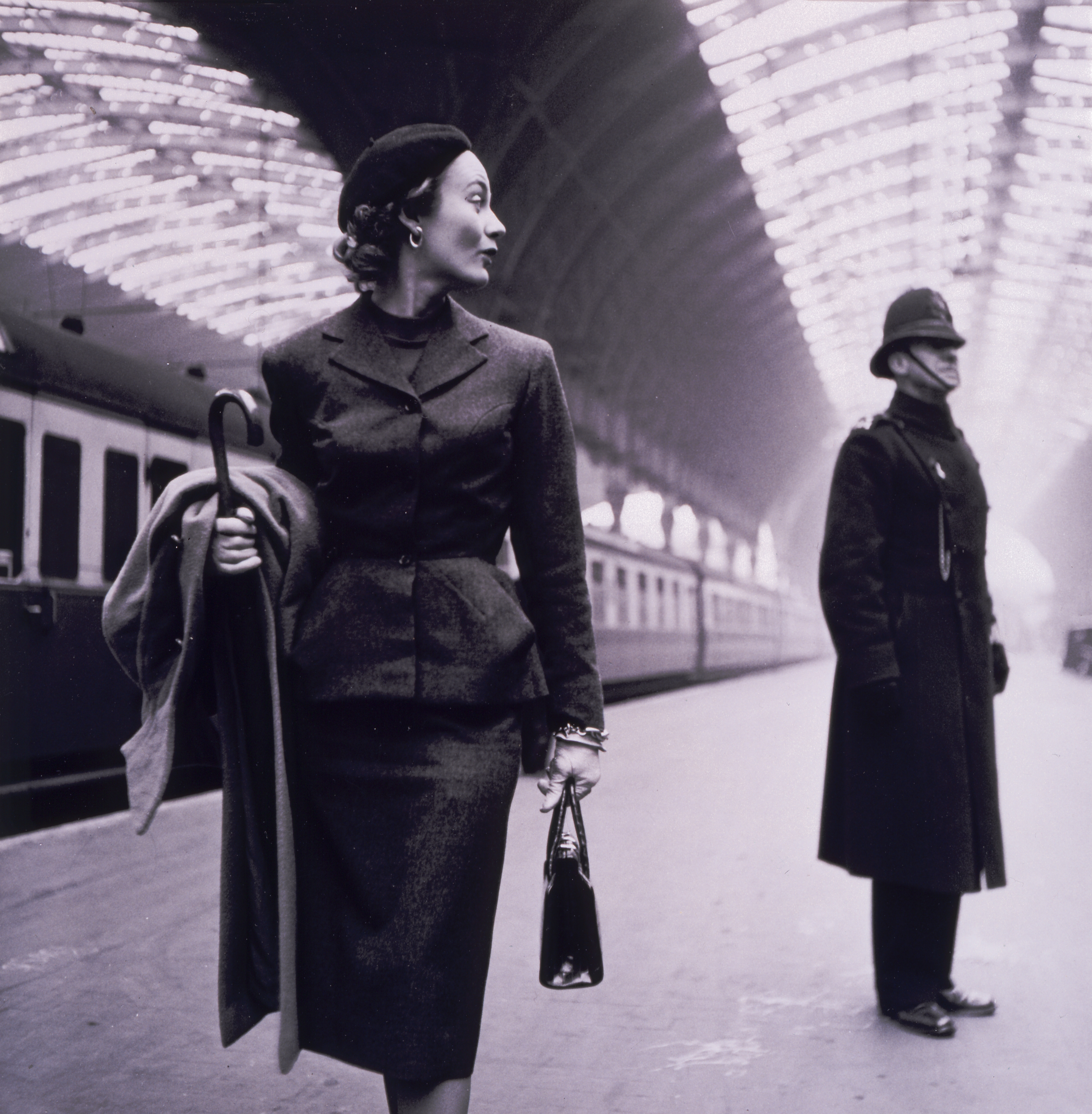
在1951年的帕丁頓車站，由Toni Frissell拍攝
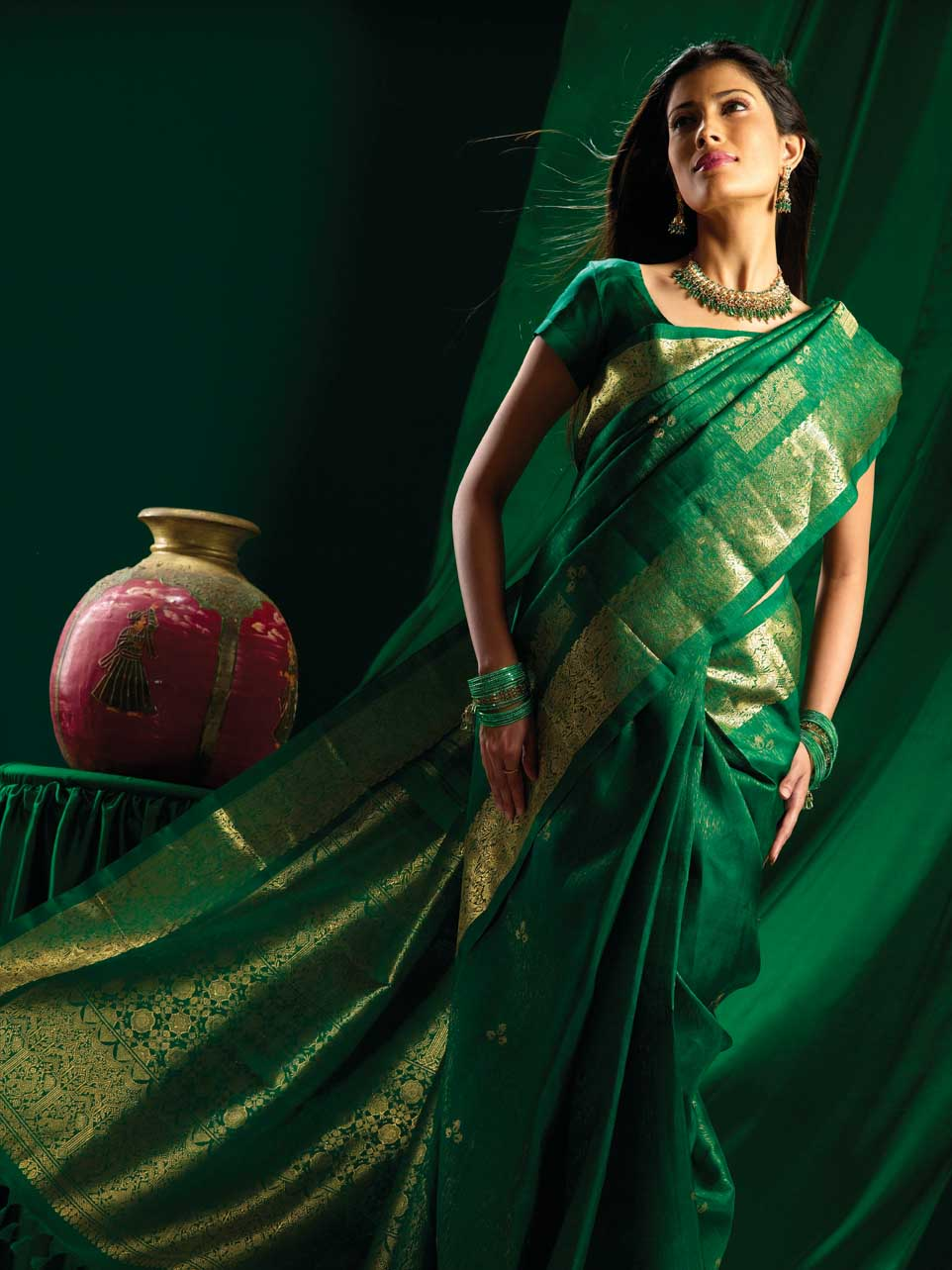
綠色錦緞絲綢紗麗的照片
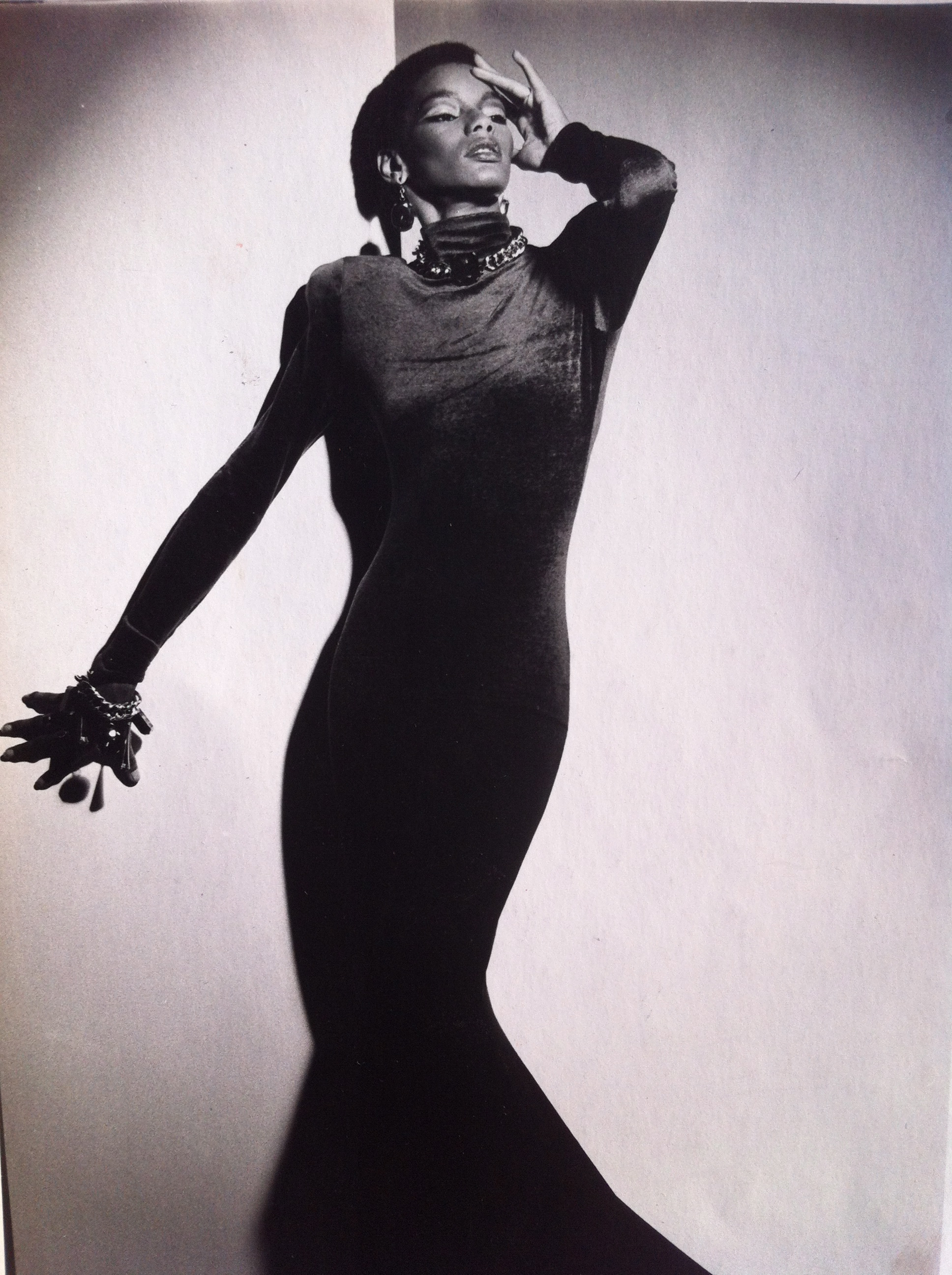
美國模特兒Renée Gunter穿著高級時裝